# Castillo de Jindřichův Hradec
El castillo de Jindřichův Hradec, antiguo alcázar gótico, fue construido en el siglo XIII en la confluencia de los ríos Nežárka y Hamerský. Hoy día es uno de los principales destinos turísticos de la República Checa. Con un área de más de 3 hectáreas, es el tercer castillo más grande de la República Checa (después del Castillo de Praga y el de Český Krumlov).

## Historia
Anteriormente era un alcázar gótico que pertenecía a la dinastía Přemyslovci y fue fundado en el año 1220 por Jindřich z Nového Hradce, de la dinastía Vítkovci. Este espacio  les perteneció hasta el siglo XVII, cuando la dinastía, a falta de otro sucesor, dejó de gobernar. 
La construcción original fue concluida por Oldřich I z Hradce en el año 1270. Durante su reinado fue construida una torre de forma cilíndrica con la idea de proteger las entradas a las habitaciones. En la época de Jindřich IV z Hradce (el burgrave mayor de Praga) tuvo la mejor innovación de las medidas de protección. El antiguo alcázar gótico se convirtió en un castillo renacentista adaptado al estilo moderno. La mayor reforma fue llevada a cabo por Adam I z Hradce en el siglo XVI. que obtuvo una gran cantidad de dinero gracias a la recaudación de impuestos de Fernando I.  Con la reconstrucción siguieron su hijo Jáchym z Hradce  y su nieto Adam II z Hradce.  En la reconstrucción renacentista participaron también el arquitecto Antonio Ericer y después Baldassare Maggi, Antonín Vlach y otros.  
En el año 1602 el castillo lo obtuvo la dinastía de Slavati por el matrimonio de la hermana de Oldřich z Hradce con Vilém Slavata z Chlumu a Košumberka. El castillo perteneció a la dinastía de Slavati hasta el siglo XVII y durante su reinado el castillo no fue reformado. Después de que esta dinastía abandonó el castillo, lo obtuvo la dinastía Černínovci z Chuděnic.  En una época de guerra que duró 7 años,  el castillo fue utilizado como hospital militar y en el año 1773 quedó destruido por el fuego. Este fuego perjudicó una gran parte del castillo y poco después fue reconstruido por Evžen Černín. Desde la época de los señores de Hradec la gente más humilde fue obsequiada, cada Jueves Santo, en la cocina en este castillo. Esta tradición se llamaba “el repartido de la pasta dulce” y fue cancelada en el año 1782 por el emperador Josef II. 

## La visita

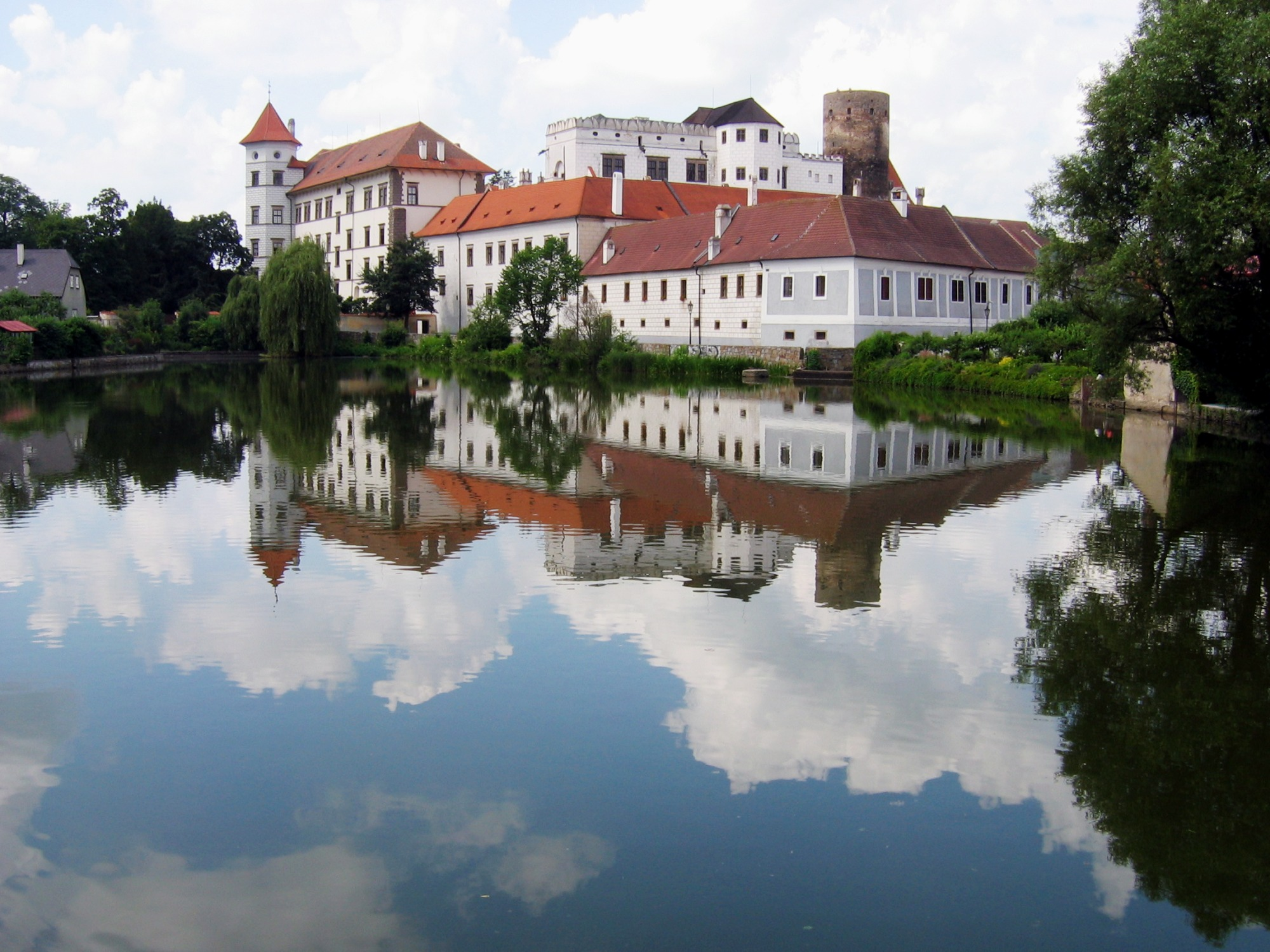
Castillo Jindřichův Hradec (castillo Neuhaus) en la región de Bohemia del Sur

El castillo de Jindřichův Hradec fue el cuarto más visitado de los 13 monumentos culturales administrados por el Instituto de Monumentos Nacionales de la Región de Bohemia Meridional (después del castillo de Český Krumlov, Hluboká y Červená Lhota). En el año 2011 fue visitado por casi 57 mil personas. En el año 2013 bajó a la quinta posición con 48 mil personas después del castillo de Rožmberk.
- Datos: Q367362
- Multimedia: Jindřichův Hradec Castle / Q367362